# Bronisław Geremek
Bronisław Geremek (Varsó, 1932. március 6. – Lubień közelében, 2008. július 13.) lengyel középkortörténész, politikus, a Szabadság Unió (Unia Wolności) volt elnöke, 1997–2000 között külügyminiszter, 1989-2001 között Szejm-képviselő, 2004–2008 között európai parlamenti képviselő.
Két fia volt. Négy idegen nyelven beszélt: franciául, angolul, olaszul és németül.
2008. július 13-án autóbalesetben hunyt el a nagy-lengyelországi Lubień közelében.

## Gyermekkora
Rabbi fia volt, édesapját Auschwitzban gyilkolták meg. Őt magát édesanyjával együtt 1943-ban kicsempészték a varsói gettóból és egy lengyel családnál rejtőzve túlélték a második világháborút.

## Tudományos pályája
Bronisław a varsói Egyetem történelem karán végzett 1954-ben1956 és 1958 közt posztgraduális tanulmányokat folytatott a párizsi École pratique des hautes études-ben. PhD tudományos fokozatot 1960-ban szerzett, 1972-ben pedig megszerezte a Lengyel Tudományos Akadémia posztdoktori fokozatát. 1989-ben tanársegédnek nevezték ki.
Fő kutatási területe a kultúrtörténet és a középkori társadalom volt. Tíz könyvet és rengeteg cikket írt, könyveit tíz nyelvre fordították le. Doktori dolgozatát a középkori Párizs munkaerőpiacáról írta, beleértve a prostitúciót is. Posztdoktori dolgozata szintén a középkori Párizsról szólt, ezúttal a francia főváros alvilági köreiről.
Tudományos pályája csaknem teljesen a Lengyel Tudományos Akadémia Történelmi Intézetéhez kötődött, ahol 1955 és 1985 között dolgozott. 1960 és 1965 közt más munkája volt: a párizsi Sorbonne-on adott elő és egyúttal az egyetem Lengyel Kulturális Központját vezette.
Geremek tiszteletbeli fokozatot kapott a Bolognai Egyetemtől, az Utrechti Egyetemtől, a Columbia Egyetemtől és a krakkói Jagelló Egyetemtől. 1992-ben a Collège de France vendégprofesszorának nevezték ki. Az Academia Europea, a PEN Club, a Société Européenne de Culture és számos más társaság tagja volt.
2002-ben elnyerte a Magyar Érdemrend parancsnoki keresztje a csillaggal kitüntetést.